# Lisa Snowdon

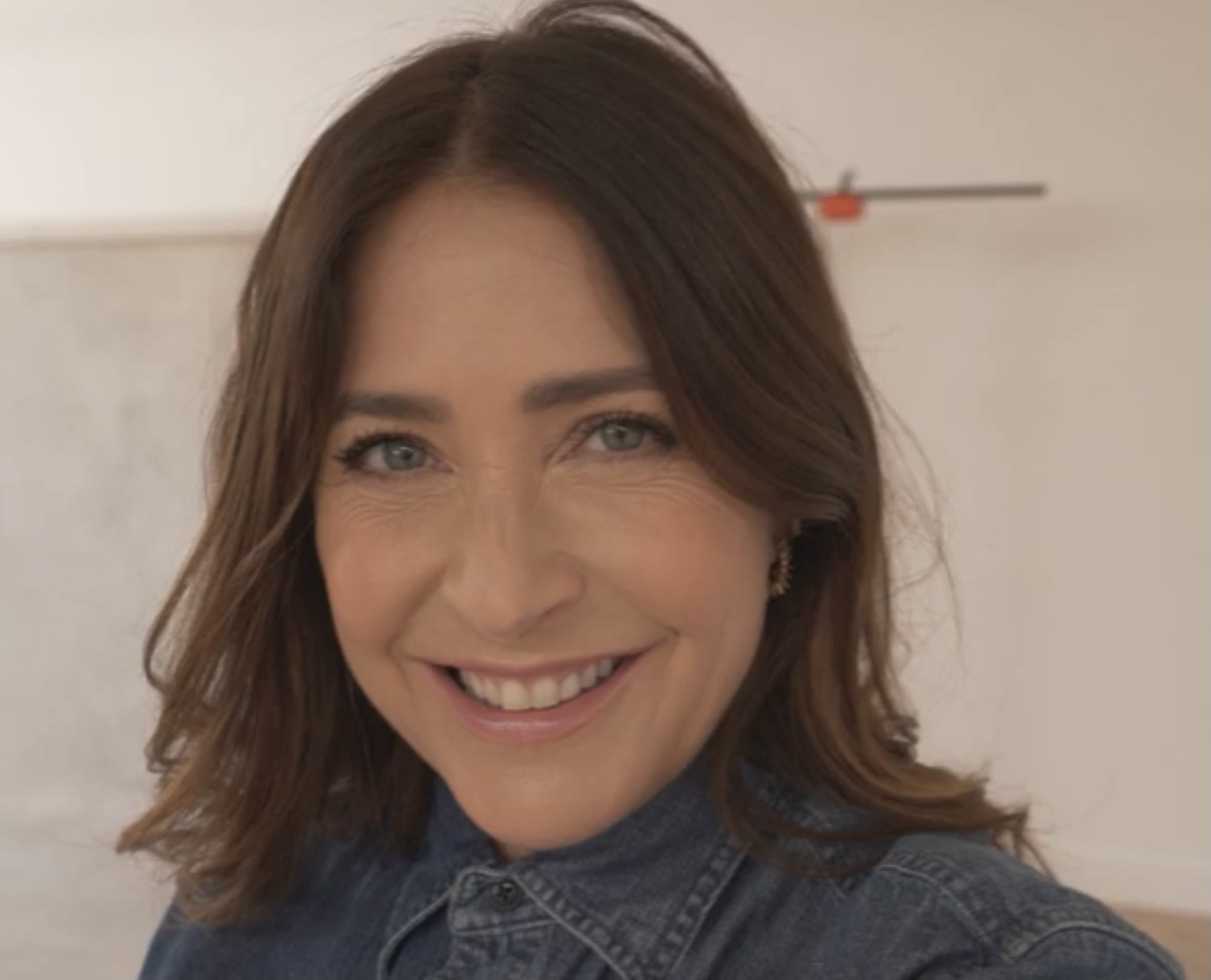
Lisa Snowdon, 2024

Lisa Marie Snowdon (* 23. Januar 1972 in Welwyn Garden City, Hertfordshire, England) ist ein britisches Fotomodell und Radiomoderatorin.

## Leben
Ihr Vater Nigel arbeitete bei einer Versicherung und ihre Mutter Lydia Snowdon war Friseurin. Sie hat zwei jüngere Schwestern, Joanna und Lesley Anne. In London besuchte sie die Italia Conti Academy of Theatre Arts. Nach der Trennung ihrer Eltern arbeitete sie mit 17 Jahren kurzzeitig als Tanz- und Yogalehrerin. Mit 19 wurde sie als Model entdeckt, drehte Werbespots und hatte Cover Shots für Vogue, Marie Claire und Elle und  war auch das Gesicht für Gucci.
Ihr nationaler Bekanntheitsgrad steigerte sich 2008 deutlich durch ihre Teilnahme bei Strictly Come Dancing, wo sie den dritten Platz erreichte. Weiterhin moderierte Snowdon Britain's Next Topmodel.